# Crepidotus stenocystis
Crepidotus stenocystis är en svampart som beskrevs av Pouzar 2005. Enligt Catalogue of Life ingår Crepidotus stenocystis i släktet rödmusslingar,  och familjen Inocybaceae, men enligt Dyntaxa är tillhörigheten istället släktet rödmusslingar,  och familjen Crepidotaceae. Arten är reproducerande i Sverige. Inga underarter finns listade i Catalogue of Life.